# لیپ وایرلس اینترنشنال
لیپ وایرلس اینترنشنال (به انگلیسی: Leap Wireless International, Inc) اپراتور مخابراتی ارتباط از راه دور است که به حدود ۴٫۶ میلیون مشترک، خدمات بی‌سیم ارائه می‌دهد. کریکت وایرلس تا پیش‌از ژوئیه سال ۲۰۱۳ میلادی و پیوستن به ای‌تی اند تی؛ تابعهٔ این شرکت به شمار می‌رفت. دفتر مرکزی لیپ در سن دیگو کالیفرنیا مستقر است.
لیپ وایرلس در سال ۱۹۹۹ میلادی تأسیس شد و بر اساسِ ارائهٔ خدمات دسترسی به بی‌سیم نامحدودِ به مشتریان؛ بدون قرارداد و بدونِ چک‌هایِ اعتباری؛ بنا نهاده شد. سنجش اعتبار به طور معمول برای برنامه‌های قرارداد ارائه شده توسط شرکت‌های مخابراتی مورد نیاز است.